# Cascades Cane Creek
Les cascades Cane Creek són unes cascades de 26 m que es troba al llarg de Cane Creek, prop de Spencer (Tennessee, EUA), per sobre de la confluència dels rierols Rockhouse Creek i Fall Creek. Són visibles des del Gorge Trail i des de la base del Cane Creek Gorge, a la qual es pot accedir a través del Cable Trail. Les cascades es troben al Parc Estatal Fall Creek Falls.